# Флорин Георгиу
Флорин Георгиу (на румънски: Florin Gheorghiu) е румънски шахматист, гросмайстор от 1965 г. През април 2008 година има ЕЛО коефициент 2375.

## Турнирни резултати
- 1967/1968 – Хейстингс, Англия (1 – 3 м. с Властимил Хорт и Леонид Щейн)
- 1972 – Рейкявик, Исландия (1 – 3 м.)
- 1973 – Оренсе, Испания (1 м.)
- 1979 – Нови Сад, днешна Сърбия (1 м.)
- 1982 – Бил, Швейцария (1 – 2 м.)
- 1986 – Виена, Австрия (3 – 5 м.)
- 2007 – Лозана, Швейцария (1 – 5 м.)